# Live at Leeds (The Who)
Live at Leeds è un album dal vivo del gruppo rock inglese The Who, pubblicato nel 1970. La rivista Rolling Stone l'ha inserito al 1º posto nella classifica dei migliori album live e al 170º della lista dei 500 migliori album.

## Tracce

### Edizione originale del 1970
1. Young Man Blues – 4:45 (Mose Allison)
2. Substitute – 2:05 (Pete Townshend)
3. Summertime Blues – 3:22 (Capeheart, Eddie Cochran)
4. Shakin' All Over – 4:15 (Frederick Heath)
5. My Generation – 14:27 (Pete Townshend)
6. Magic Bus – 7:30 (Pete Townshend)

### Edizione rimasterizzata del 1995
1. Heaven And Hell (Entwistle) - 4:50
2. I Can't Explain (Townshend) - 2:58
3. Fortune teller (Neville) - 2:34
4. Tattoo (Townshend) - 3:42
5. Young Man Blues (Allison) - 5:51
6. Substitute (Townshend) - 2:06
7. Happy Jack (Townshend) - 2:13
8. I'm a Boy (Townshend) - 4:41
9. A Quick One, While He's Away (Townshend) - 8:41
10. Amazing Journey/Sparks (Townshend) - 7:54
11. Summertime Blues (Capeheart/Cochran) - 3:22
12. Shakin' All Over (Heath) - 4:34
13. My Generation (Townshend) - 15:46
14. Magic Bus (Townshend) - 7:46

### Edizione Deluxe

#### CD1
1. Heaven And Hell (Entwistle) - 4:50
2. I Can't Explain (Townshend) - 2:58
3. Fortune teller (Neville) - 2:34
4. Tattoo (Townshend) - 3:42
5. Young Man Blues (Allison) - 5:51
6. Substitute (Townshend) - 2:06
7. Happy Jack (Townshend) - 2:13
8. I'm a Boy (Townshend) - 4:41
9. A Quick One, While He's Away (Townshend) - 8:41
10. Summertime Blues (Capeheart/Cochran) - 3:22
11. Shakin' All Over (Heath) - 4:34
12. My Generation (Townshend) - 15:46
13. Magic Bus (Townshend) - 7:46

#### CD2
1. Overture - 6.52
2. It's a boy - 0.31
3. 1921 - 2.26
4. Amazing journey - 3.18
5. Sparks - 4.22
6. Eyesight to the blind (The hawker) - 1.58
7. Christmas - 3.18
8. The Acid Queen - 3.35
9. Pinball Wizard - 2.52
10. Do you think it's alright? - 0.22
11. Fiddle about - 1.13
12. Tommy can you hear me? - 0.55
13. There's a doctor - 0.23
14. Go to the mirror! - 3.24
15. Smash the mirror - 1.19
16. Miracle cure - 0.13
17. Sally Simpson - 4.00
18. I'm free - 2.39
19. Tommy's Holiday Camp - 1.00
20. We're not gonna take it - 8.47

## Formazione
- Roger Daltrey - voce, armonica a bocca, tamburello
- Pete Townshend - chitarra, cori
- John Entwistle - basso, cori
- Keith Moon - batteria, cori